# Piskariowka (stacja kolejowa)
Piskariowka (ros. Пискарёвка) – węzłowa stacja kolejowa w miejscowości Petersburg, w Rosji. Węzeł linii z Dworca Fińskiego do Chijtoły z linią do Dubrowki i Ładożskojego Oziera.

## Historia
Stacja powstała w czasach carskich.

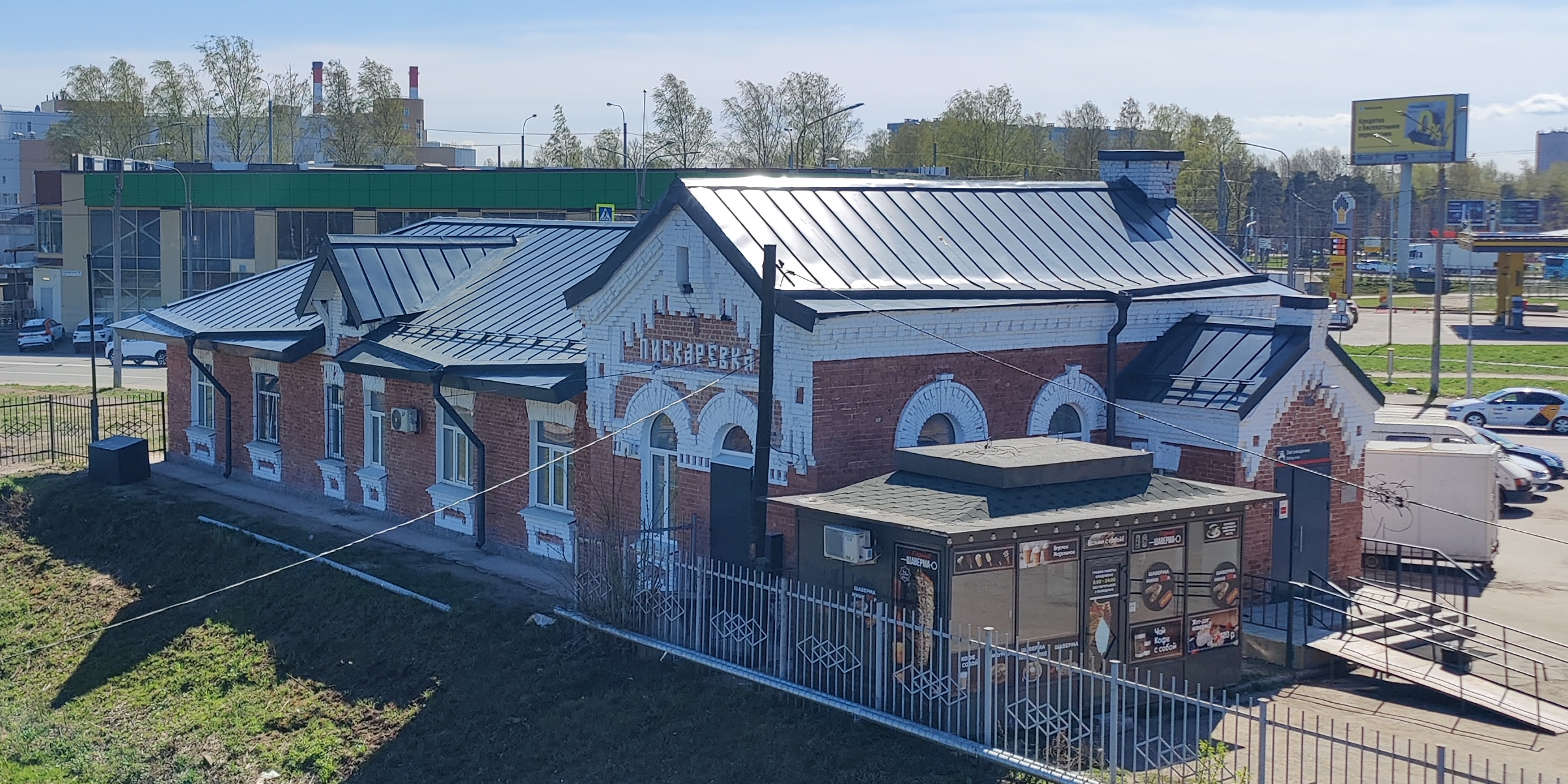
budynek stacyjny
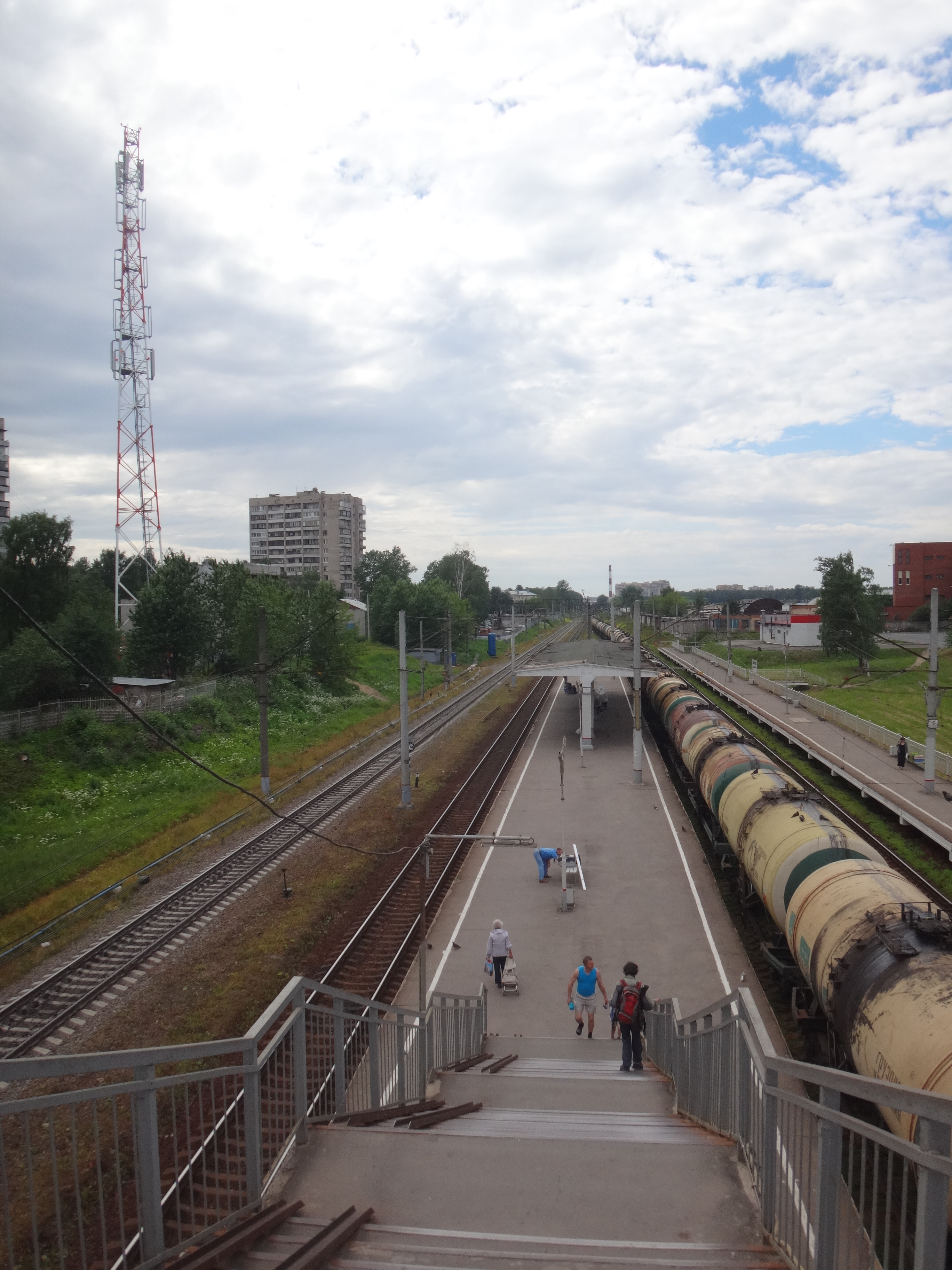
perony; widok w stronę Dworca Fińskiego